# Amor libre
Amor libre és una  pel·lícula mexicana de 1979 dirigida per Jaime Humberto Hermosillo, protagonitzada per Alma Muriel,  Julia de Llano i Manuel Ojeda.

## Trama
El film relata les experiències de dues amigues de classe mitjana; July (Julissa) que es caracteritza per ser extravertida i Julia (Alma Muriel) una noia tímida i discreta, que passen per l'etapa de tornar-se econòmicament independents en ser empleades d'una botiga i a la fi poder viure sense repressió familiar. Comparteixen un peculiar departament, que simula estar en el terrat d'algun edifici, juntament amb l'amant de July (Ernesto) que constantment es trobava present; conforme avança la trama les personalitats de les dues amigues es van transformant a tal punt d'intercanviar els papers de la seva personalitat.
Al final de la història l'amistat no pot suportar els enganys i Julia se'ns va del departament amb l'examant de July, qur per cert era un home casat amb una altra dona pel que la relació era d'adulteri; això no provoca tristesa en July, el que realment l'entristeix és l'absència de la seva amiga. Al final, ella es queda amb Pachuli, un enamorat de Julia. Aquesta pel·lícula es caracteritza per posar l'accent a l'actitud de dues dones davant diferents situacions de la vida, l'amor i el sexe.

## Repartiment
- Alma Muriel com July.
- Julissa com Julia.
- Manuel Ojeda com Ernesto.
- Jorge Balzaretii com Octavio "El Pachuli".
- José Alonso com Mario
- Roberto Cobo com Cantant del camió.
- Ana Ofelia Murguía com esposa d'Ernesto.
- Magnolia Rivas com Promesa de Mario.
- Armando Martínez "El pecas" com nen de la crossa
- Emma Roldán com anciana pidolaire
- Farnesio de Bernal com el borratxo.
- Virginia López en actuació especial.

## Premis i reconeixements
Va obtenir una Diosa de plata a la millor pel·lícula, al millor director, a la coactuación masculina de  José Alonso.